# 168203 Kereszturi
168203 Kereszturi este o planetă minoră (asteroid) din centura de asteroizi. A fost descoperită pe 5 mai 2006 la Piszkéstetői Obszervatórium⁠(d) de Krisztián Sárneczky⁠(d). 
Obiectul prezintă o orbită caracterizată de o semiaxă mare de 2,4157550871821 UAi, o excentricitate de 0,16757961124782, o înclinație de 2,9745927997438 ° în raport cu ecliptica.